# アメリカン・ウォー
『アメリカン・ウォー』（原題：Memorial Day）は2012年に公開されたアメリカの映画。祖父から孫へ語り継がれる、戦争の記憶と葛藤を描いた作品。

## ストーリー
2005年、イラク戦争に従軍していたアメリカ陸軍の軍人、カイル・ヴォーゲル軍曹が負傷した。彼は負傷した際の破片や戦友から受け取った些細な品物などの記念品を収集していたため、仲間内から「コレクター」と呼ばれている。野戦病院にて治療を受けていたカイルは、退院前夜に軍医のトリップ中尉に祖父との思い出を語る。
1993年、メモリアルデー。兄弟と共に祖父バド・ヴォーゲルの家を訪れていた13歳のカイルは、古い軍用トランクを納屋で見つける。それはバドが第二次世界大戦に従軍した時にもので、彼は戦争のことをこれまで一切語ろうとしなかった。しかし、カイルの熱意に押され、バドはトランクの中から3つだけ品を選ばせ、それぞれの品にまつわる思い出を語ることにする。
カイルがホルスターに入ったワルサーP38を1つ目の品として選ぶと、バドはマーケット・ガーデン作戦での経験を語り始める。
1944年9月、オランダ・グラーヴェ。若き日のバド・ヴォーゲル中尉率いる小隊を載せた車列は、移動中にドイツ軍と遭遇し銃撃戦となる。バドは負傷しながらも生き残った1人のSS将校から武器を没収し、捕虜にしようとする。しかし、部下のオハラ軍曹は既に移動が予定より大幅に遅れており、捕虜の治療や移送に費やす余裕はないと主張する。結局、バドは治療を施すことなくSS将校を置き去りにすることを選んだ。ワルサーP38は、この時に没収したものだった。
カイルがトランクの中を探していると、茶色い小さなカケラを見つける。バドがそれは「尻に刺さっていた破片」だと言い、カイルはそれを2つ目に選ぶ。
1944年12月、ベルギー。ある道路の守備にあたっていたバドは、陣地をオハラ軍曹に任せ、兵卒のゴルスキーらを連れて偵察に向かう。間もなくしてオハラ軍曹らとドイツ軍の間で戦闘が始まった。敵後方に迂回したバドらは陣地を攻撃していた機関銃手を倒すが、直後に敵兵がゴルスキーに向けて手榴弾を投げ込んだ。バドはゴルスキーを寸でのところで庇うが、尻に破片が刺さり負傷する。トランクに残されていた破片は、この時に受けたものだった。
カイルが選んだ最後の品は、1枚の写真だった。バドは他の品を選ぶよう促すが、カイルは譲らない。やがてバドは重い口を開き、写真について語り始める。
1945年4月、ドイツ・ケルン近郊。戦争も終盤にさしかかった頃、バドの小隊は行軍中の敵車列を発見し、バドとオハラ軍曹で部隊を二手に分け、これを挟撃することとなった。攻撃の後、それぞれの部隊は合流地点である教会へと向かった。しかし合流した直後、オハラ軍曹は攻撃を生き延び後をつけてきたドイツ兵に狙撃され、バドが見守る中で死亡する。写真に写っていたのは、前線に送られる直前のバドとオハラ軍曹だった。
トリップ中尉に思い出を語った次の朝、カイルは原隊に復帰する。部隊では爆発物を取り扱っているという重要な容疑者の所在を掴んでおり、カイルも確保作戦に参加することとなる。しかし、作戦の最中、思いがけず敵兵を捕虜とする機会が訪れた。治療を施し後送することもできるが、そのために時間を割くと部隊の移動が遅れ、容疑者を取り逃がすことになる。奇しくもそれは、バドがワルサーについて語った状況とよく似ていた。カイルはヘリを呼んで捕虜を後送することを選ぶが、その結果として容疑者を取り逃がし、その後も即席爆発装置による戦死者が出ることとなってしまった。
翌日、自らの判断が正しかったのか苦悩するカイルの元にバドが死去した旨の知らせ、そしてバドが書いたまま送り忘れていたという手紙が届けられた。その手紙には軍人として指揮を執ること、決断することの難しさが語られ、残るのは正解や誤りではなく結果のみであるから常に全力を尽くすべきと述べられていた。帰国したカイルは祖父が眠る墓地を訪れ、ワルサーを墓石に置き、祈りを捧げる。やがて、妻子がカイルを迎えてくれるのだった。

## 登場人物
- カイル・ヴォーゲル：ジョナサン・ベネット
- バド・ヴォーゲル：ジェームズ・クロムウェル
- 若い頃のバド・ヴォーゲル：ジョン・クロムウェル
- 幼少期のカイル・ヴォーゲル：ジャクソン・ボンド
- ケリー・トリップ：エミリー・フレーデンバーグ

## その他
- 若き日のバド・ヴォーゲルを、ジェームズ・クロムウェルの息子、ジョン・クロムウェルが演じている。